# Róbert Liščák
Róbert Liščák (* 4. duben 1978) je bývalý slovenský hokejový útočník. Většinu kariéry strávil ve Skalici. Mezi jeho další působiště patří University of Maine, Boston Bruins, Augusta, Trenton, Ústí nad Labem, Bratislava a Brno. V sezóně 2009/10 nastoupil za 5 různých slovenských klubů a naposledy hrál profesionální hokej za druholigovou Duklu Senica v ročníku 2010/2011.

## Hráčská kariéra
- 1995/1996
  - HK 36 Skalica (SVK1)
- 1999/2000
  - University of Maine (NCAA)
- 2000/2001
  - University of Maine (NCAA)
- 2001/2002
  - University of Maine (NCAA)
- 2002/2003
  - University of Maine (NCAA)
  - Providence Bruins (AHL)
- 2003/2004
  - Providence Bruins (AHL)
  - Augusta Lynx (ECHL)
  - Trenton Titans (ECHL)
- 2004/2005
  - HK 36 Skalica (SVK - E)
- 2005/2006
  - HK 36 Skalica (SVK - E)
- 2006/2007
  - HK 36 Skalica (SVK - E)
  - HC Slovan Ústečtí Lvi (1. liga)
- 2007/2008
  - HC Slovan Ústečtí Lvi (E)
  - HK 36 Skalica (SVK - E)
- 2008/2009
  - HC Slovan Bratislava (SVK - E)
  - HC Kometa Brno (1. liga)